# Феър парк
Феър Парк е писта за провеждане на автомобилни и мотоциклетни състезания, намираща се в Далас, Тексас, Съединените американски щати.

## Победители във Формула 1
| Година | Пилот        | Конструктор  | Писта     | Статистика |
| ------ | ------------ | ------------ | --------- | ---------- |
| 1984   | Кеке Розберг | Уилямс-Хонда | Феър парк | Статистика |